# 西方擬鮗
西方擬鮗，為鱸形目鱸亞目擬雀鯛科的其中一種，分布於西印度洋馬爾地夫海域，深度25-30公尺，為熱帶海水魚，棲息在珊瑚礁區，生活習性不明。

## 擴展閱讀
維基物種上的相關：西方擬鮗